# Gerhard J. Joseph
Gerhard J. Joseph (geboren 22. Dezember 1931 in Frankfurt am Main; gestorben 23. Januar 2021 in Fort Lee (New Jersey)) war ein US-amerikanischer Literaturwissenschaftler deutscher Herkunft.

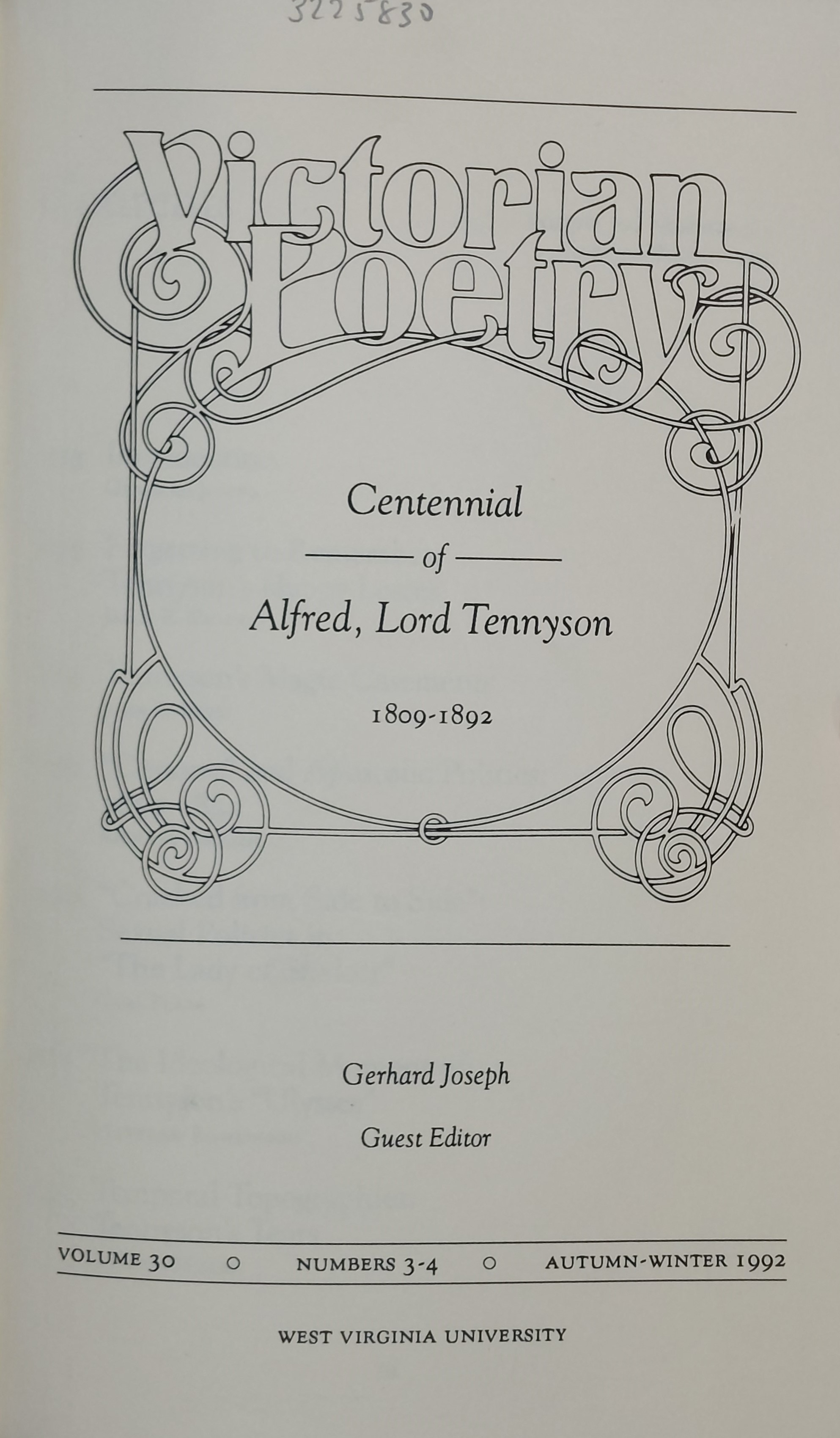
Victorian Poetry (1992)

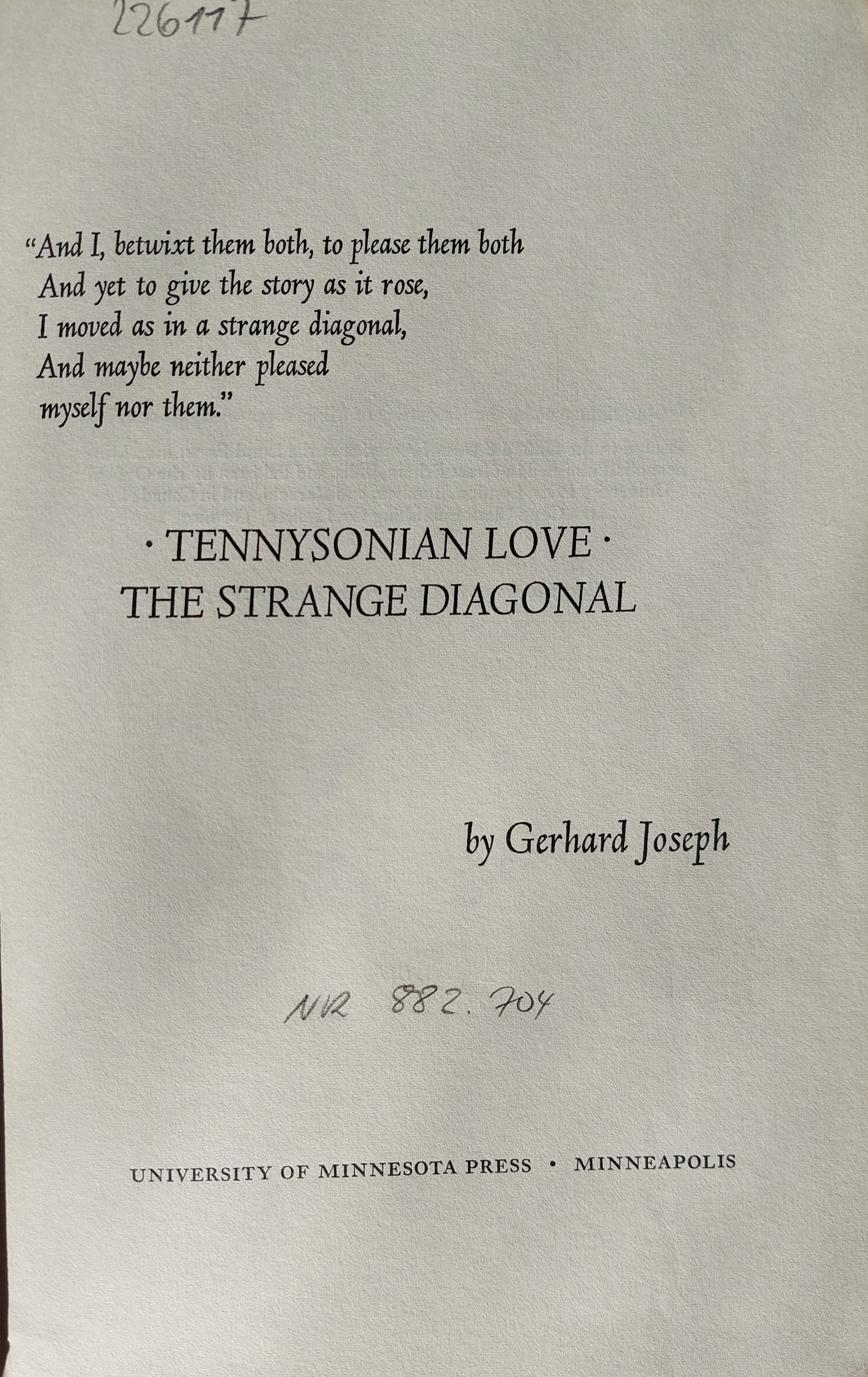
Tennysonian love (1969)

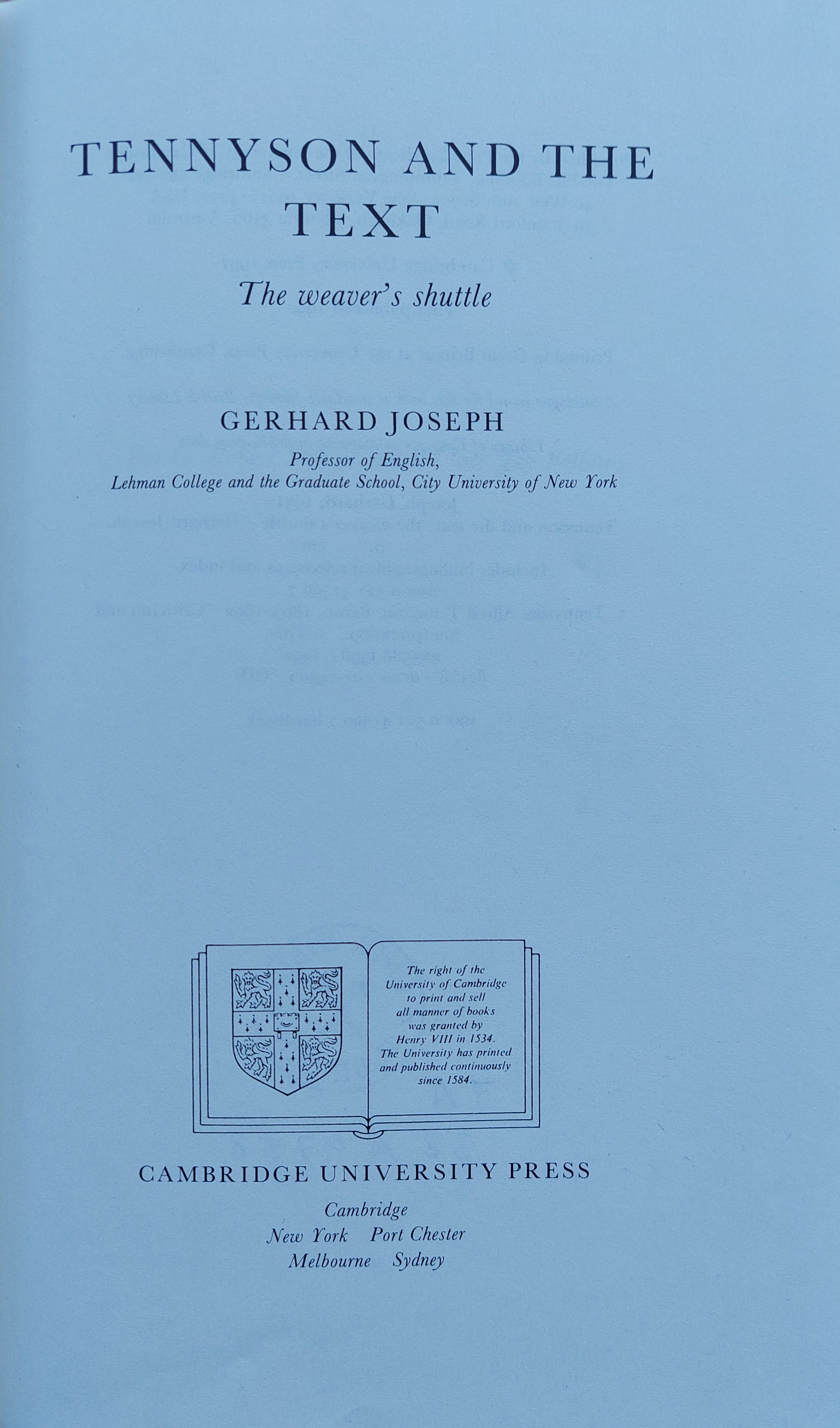
Tennyson and the text (1992)

## Leben
Gerhard J. Joseph wuchs in einer jüdischen Familie auf; er war  der Sohn des Einzelhändlers Jonas J. Joseph (1895–1955) und der Elly Kapp. Seine Eltern flohen 1937 mit ihm in die USA. Er studierte ab 1949 an der University of Connecticut, machte dort 1953 einen B.A. und 1955 einen M.A. 1955/56 studierte er mit einem Fulbright-Stipendium an der Universität Frankfurt am Main. Ab 1956 war er Instructor an der University of Minnesota, an der er 1966 auch promoviert wurde. Von 1961 bis 1966 war er Instructor an der Georgetown-Universität in Washington, D.C. Von 1966 bis 1968 lehrte er an der University of Minnesota, ab 1968 am Lehman College der City University of New York, zunächst als Associate Professor, seit 1970 als Full Professur, 2015 wurde er emeritiert.
Joseph forschte über viktorianische Lyrik und publizierte über Alfred Tennyson. Er engagierte sich in der Dickens Society.
Er heiratete 1956 die Krankenschwester Eileen McGee, sie hatten drei Kinder.

## Schriften (Auswahl)
- Tennysonian love - the strange diagonal. Minneapolis, Minn. : Univ. of Minnesota Pr., 1969
- John Barth. Minneapolis, Minn. : Univ. of Minnesota Pr., 1970
- Tennyson and the text : the weaver's shuttle. Cambridge: Cambridge University Press, 1992